# Гальбайо, Джованни

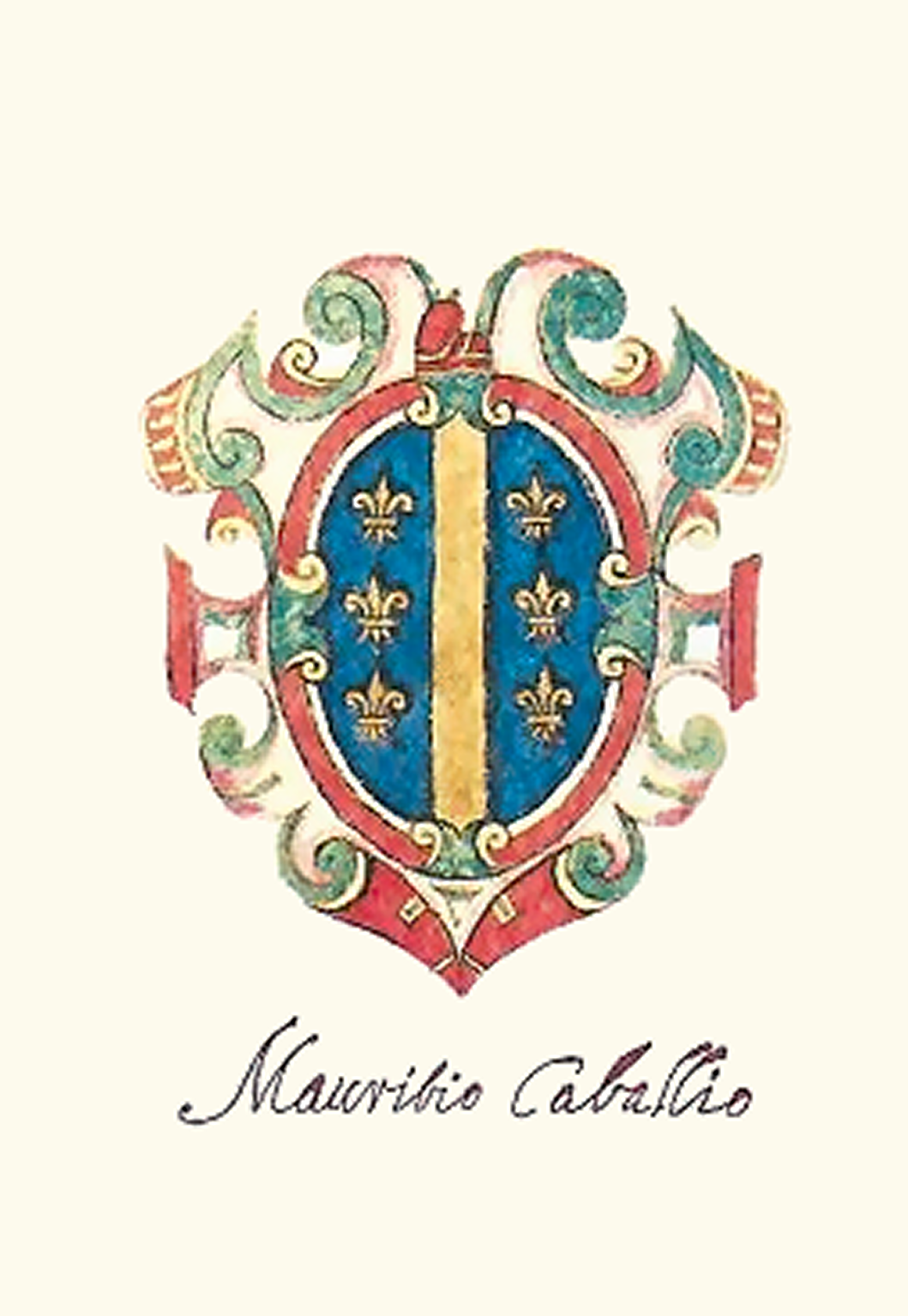
Герб рода Гальбайо

Джованни Гальбайо (умер в 804) — 8-й венецианский дож (787—804).

## Биография
Занял пост дожа в 787 году после своего отца, Маурицио Гальбайо. Как и его отец, назначил в 796 году соправителем собственного сына, Маурицио, рассчитывая на преемственность. В 804 году дож, конфликтовавший с патриархом Градо, попытался назначить своего ставленника, 16-летнего грека Христофора, главой одной из венецианских епархий. Но патриарх, недовольный анти-франкскими высказываниями претендента на кафедру, отказался посвящать ставленника дожа в епископский сан. В ответ Джованни Гальбайо послал в Градо флотилию во главе со своим сыном, по приказу которого патриарха сбросили с дворцовой башни. Однако на место убитого патриарха был избран его племянник Фортунат, также противник дожа. В самой Венеции против Джованни Гальбайо возник заговор под руководством Антенорео Обелерио, в результате которого семейство Гальбао вынуждено было бежать, а Антенорео Обелерио стал следующим дожем.